# Мечеть Кючук Хасан
Мечеть Кючук Хасан (грец. Τζαμί του Κιουτσούκ Χασάν) або Мечеть Яничарів (Γιαλί Τζαμί) — мечеть у Греції в місті Ханья на Криті.
Розташована на березі венеційської гавані. Одна з небагатьох мечетей Ханьї, що збереглися. Є символом ісламського мистецтва епохи Відродження в Ханьї, датується другою половиною XVII ст. Збудована на честь першого командира гарнізону Ханья Кючук Хасана.
Є кубічною будівлею, покритою великим напівсферичним куполом без барабана на чотирьох кам'яних арках. Із західного та північного боку розташовані шість малих куполів без барабанів. Мечеть Кючук Хасан була спроектована і побудована вірменським архітектором, який побудував іншу аналогічну мечеть для села Спаньякос (Σπανιάκος) в громаді (дімі) Канданос - Селіно. Мінарет не зберігся, зруйнований на початку XX ст.
Мечеть, на подвір'ї якої росли пальми і розташовувалися могили пашів та яничарів (звідки походить друга назва мечеті), припинила роботу у 1923 у зв'язку з вигнанням турецького населення з Криту під час греко-турецького обміну населенням.
Була складом, археологічним музеєм, інформаційним центром туристичної організації ЕОТ. Зараз використовується для проведення виставок та різноманітних заходів.